# یاماتو ماچیدا
یاماتو ماچیدا (انگلیسی: Yamato Machida؛ زادهٔ ۱۹ دسامبر ۱۹۸۹) بازیکن فوتبال اهل ژاپن است.
از باشگاه‌هایی که در آن بازی کرده‌است می‌توان به باشگاه فوتبال جف یونایتد ایچیهارا چیبا اشاره کرد.